# Tsovazard
Tsovazard (en arménien Ծովազարդ ; jusqu'en 1978 Mukhan) est une communauté rurale du marz de Gegharkunik, en Arménie. Elle compte 2 177 habitants en 2008.